# I’m Just Ken
I’m Just Ken (englisch für „Ich bin nur Ken“) ist ein Lied der US-amerikanischen Produzenten Mark Ronson und Andrew Wyatt, das von Ryan Gosling für das Album Barbie: The Album gesungen wurde, den Soundtrack des Films Barbie aus dem Jahr 2023.

## Veröffentlichung und Produktion

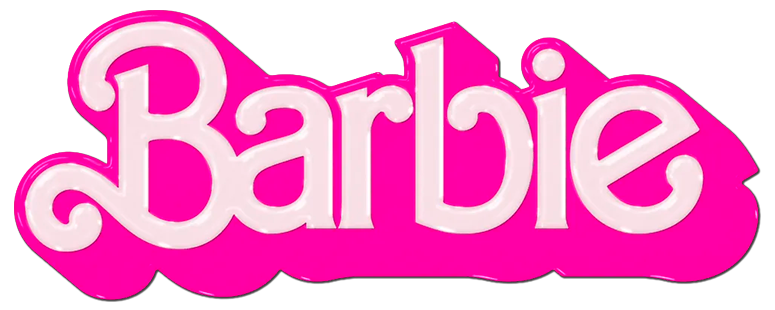
Das „Barbie“ Film-Logo

Der Soundtrack der von der Regisseurin Greta Gerwig inszenierten Komödie Barbie, die am 20. Juli 2023 veröffentlicht wurde, beinhaltet den Song I’m Just Ken. Das Lied wurde vom Ken-Darsteller Ryan Gosling aufgenommen; das Musikvideo erregte bereits vor dem Kinostart große Aufmerksamkeit und ging viral.
Mark Ronson, der den Barbie-Soundtrack produzierte, erzählte von seiner Inspiration für das Lied I’m Just Ken, das die Figur Ken eindrücklich beschreibt: „Mir kam sofort die Idee für diesen Text: ‚Ich bin nur Ken, überall sonst wäre ich eine 10.‘ (“I’m just Ken, anywhere else I’d be a ten.”) Es schien einfach lustig zu sein. Es fühlte sich ein wenig emo an, so wie dieser arme Kerl. Er ist so attraktiv, aber bekommt keine Aufmerksamkeit.“

## Hintergründe

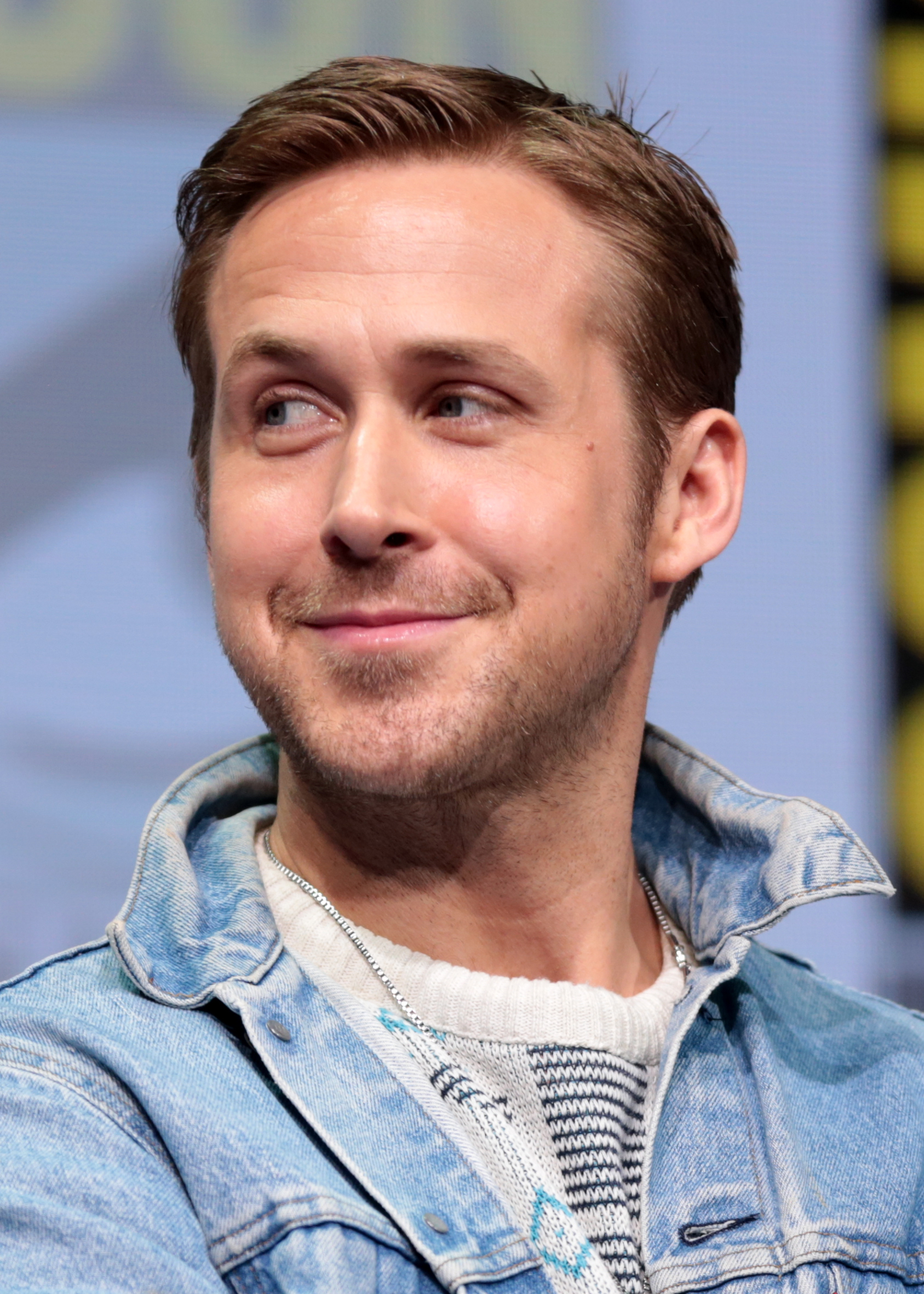
Ryan Gosling (2018) nahm I’m Just Ken auf und ist im gleichnamigen Musikvideo zu sehen

I’m Just Ken handelt über die wenig beachtete Figur Ken, die sich im Film Barbie stets als Nummer zwei fühlt und mit den anderen Kens in Konkurrenz steht. Er hat Gefühle für Barbie, die oft nicht erwidert werden, und wird daher als süßer, wohlmeinender Mann betrachtet. Der Titel ist ironisch gewählt, um Kens Bedürfnis nach Anerkennung als eigenständige Person zum Ausdruck zu bringen.
Der Song gilt als 80er-Jahre-Powerballade, deren Konzeption Mark Ronson dem Aufstieg und Fall der Disco (und ihren zahlreichen Wiederauferstehungen) entnommen hat. Ronson kombinierte das Gefühl des „naiven Willens, der Welt Freude zu bereiten“ mit der Geschichte von Ken.
In dem Lied sind die Gitarristen Slash von der Band Guns N’ Roses und Wolfgang Van Halen von Mammoth WVH sowie der Schlagzeuger Josh Freese von den Foo Fighters zu hören.

## Auszeichnungen
Im Rahmen der Oscarverleihung 2024 wurde I’m Just Ken zusammen mit What Was I Made For? aus demselben Film in der Kategorie Bester Song nominiert. Am Abend der Verleihung sang Ryan Gosling I’m Just Ken gemeinsam mit Mark Ronson, Andrew Wyatt, Wolfgang Van Halen und Slash live auf der Bühne.
Academy Awards 2024
- Nominierung als Bester Song

Critics’ Choice Movie Awards 2024
- Auszeichnung als Bester Filmsong

Golden Globe Awards 2024
- Nominierung als Bester Filmsong

Grammy Awards 2024
- Nominierung als Best Song Written For Visual Media (Mark Ronson, Andrew Wyatt und Ryan Gosling)

Hollywood Music in Media Awards 2023
- Nominierung als Bester Song – Spielfilm (Mark Ronson, Andrew Wyatt und Ryan Gosling)
- Nominierung als Bester Song – Onscreen Performance (Ryan Gosling)[8]

Online Film Critics Society Awards 2024
- Auszeichnung als Bester Original Song[9]

Satellite Awards 2023
- Nominierung als Bester Song (Mark Ronson und Andrew Wyatt)[10]

Society of Composers & Lyricists Awards 2024
- Nominierung als Bester Song – Comedy or Musical Visual Media Production (Mark Ronson und Andrew Wyatt)[11]